# Caso Maya
O Caso Maya, também conhecido como Assassinato Maya, é o conjunto de eventos envolvendo o sequestro e sacrifício de uma chihuahua chamada Maya, ocorrido em 18 de novembro de 2014 na cidade de Accomac, no estado norte-americano da Virginia.

## O Crime
Maya foi sequestrada da casa de seus donos, a família Zarate, por Victoria Carey e Jennifer Wood, duas integrantes do grupo People for the Ethical Treatment of Animals (PETA). Segundo elas, estavam na cidade atendendo ao pedido de ajuda de um dono de parque de trailers para captura de cachorros e gatos de rua. No mesmo dia, a cadela sofreu eutanásia nas mãos de seus sequestradores, mesmo que não fosse um animal de rua.

## Consequências legais
PETA foi multada pelo estado da Virginia em 500,00 dólares por efetuar uma eutanásia em um animal em menos de 5 dias após sua captura.
A família Zarate processou o grupo em busca de $7.000.000,00, dos quais são $5.000.000,00 um custo punitivo e $2.000.000,00 uma compensação pela morte do cão. A família alegava severos danos emocionais a Cynthia Zarate, filha de Wilber Zarate, que levaram-na letargia, choro por semanas, recusa em comer e emagrecimento.
Após inquérito, as partes no caso concordaram em multar PETA em $49.000,00, que pagou o montante.
O impacto moral foi tal que a Assembléia Geral da Virginia implementou uma lei limitando as ações tomadas por abrigos de animais, com o intuito de reduzir o número de mortes de cães e gatos nos abrigos da PETA, visto que a maior parte dos animais neles abrigados sofriam eutanásia. Os abrigos teriam agora que focar em encontrar novos donos para animais sob seus cuidados, impedindo o número alto de sacrifícios.

## Reações na mídia
O incidente causou comoção na mídia norte-americana e mundial. Seus desdobramentos foram cobertos por jornais de renome como Daily Mail, AP News, The Guardian, Time e Huffington Post. O impacto do caso ainda abriu portas para que outros similares fossem trazidos ao conhecimento popular tanto pela grande mídia quanto por pequenos comunicadores.